# Love Under Fire
Love Under Fire (br: Romance Entre Balas) é um filme estadunidense de 1937 dirigido por George Marshall e baseado na pveça de Walter C. Hackett. É estrelado por Loretta Young, Don Ameche e Frances Drake.

## Elenco
- Loretta Young como Myra Cooper
- Don Ameche como Tracy Egan
- Borrah Minevitch como ele mesmo
- Frances Drake como Pamela Beaumont
- Walter Catlett como Tip Conway
- John Carradine como Capt. Delmar
- Sig Ruman como General Montero
- Harold Huber como Lieutenant Chaves
- Katherine DeMille como Rosa
- E.E. Clive como Capitão Bowden